# Hanna Gordziałkowska-Weynerowska
Hanna Gordziałkowska-Weynerowska, pseudonim Kali (ur. 18 grudnia 1918 w Warszawie, zm. 20 czerwca 1998 w San Francisco) – polska malarka, członkini Armii Krajowej, uczestniczka powstania warszawskiego.

## Życiorys
Urodziła się w 1918 roku w Warszawie w domu Anieli Czarnkowskiej i Bronisława Gordziałkowskiego. Miała o cztery lata starszą siostrę Marię. Uczęszczała do Warszawskiej Akademii Sztuk Pięknych (którą w 1939 roku ukończyła z wyróżnieniem), pobierała lekcje malarstwa u Tadeusza Pruszkowskiego, od 1930 rektora tej placówki. Po wybuchu wojny przerwała edukację artystyczną na rzecz działalności w ruchu oporu. Uzyskała stopień porucznika w kobiecym oddziale dywersyjnym, przeprowadzającym akcje na liniach komunikacyjnych. Brała udział w powstaniu warszawskim, odniosła wówczas rany i została odznaczona Krzyżem Walecznych. Po upadku powstania została pojmana i osadzona w niemieckim obozie jenieckim. Stamtąd też zbiegła w 1945 roku i udała się najpierw do amerykańskiej strefy w Niemczech, a później do Brukseli. Tam kontynuowała naukę na Królewskiej Akademii Sztuk Pięknych. Wtedy też poznała Henryka Weynerowskiego, przemysłowca i emigranta z wielkopolski, z którym wzięła ślub i w 1950 wyjechała do Kanady. Hanna reprezentowała wówczas Kanadę m.in. na biennale w São Paulo. W 1953 roku wraz z mężem wyjechała do San Francisco. Nie godząc się z sytuacją w ojczyźnie zdecydowała pozostać w Stanach, a w 1958 roku uzyskała obywatelstwo amerykańskie. W San Francisco pozostała aż do śmierci w 1998 roku, okresowo tylko zamieszkując m.in. w Meksyku.

### Wystawy
Swoje obrazy Hanna zaczęła wystawiać już podczas pobytu w Brukseli. Do czasu wyjazdu do Kanady uczestniczyła w wystawach w Wielkiej Brytanii, Luksemburgu, Szwecji, Szwajcarii i we Francji. W czasie pobytu w Stanach Zjednoczonych często organizowała wystawy indywidualne, do dziś dobrze odbierane przez krytykę, choć w latach 60 obrazy Hanny przestawały cieszyć się popularnością z powodu swojej przedwojennej stylistyki.

### Pseudonim
Pseudonim Kali Hanna zaczerpnęła z Księgi Dżungli R. Kiplinga i nadała sobie jeszcze za czasów okupacji. Mówiła, że chciała wtedy mieć, na wzór hinduskiej bogini Kali, kilka par rąk zdolnych do walki z okupantem. W czasie jej pobytu za granicą posługiwała się różnymi wariacjami jej nazwiska i pseudonimu, jednak swoje obrazy podpisywała jako Kali.

## Sprawa zaginionych obrazów
W testamencie z czerwca 1988 roku Hanna przekazała Muzeum Polskiemu w Rapperswilu w Szwajcarii kolekcję 86 obrazów. Dzieła wymienione w testamencie uznano jednak za zaginione. W 2010 na wniosek muzeum Ministerstwo Kultury i Dziedzictwa Narodowego podjęło współpracę z FBI w celu odnalezienia obrazów. Przełom w sprawie nastąpił w roku 2014, gdy odkryto, że w posiadaniu znacznej części kolekcji jest siostrzeniec artystki zamieszkały w Santa Rosa w Kalifornii. Mężczyzna nie wiedział o ostatniej woli ciotki, ostatecznie wskazał miejsce przechowywania 75 z poszukiwanych dzieł. Uroczystość przekazania obrazów miała miejsce 16 czerwca 2014 roku na zamku rapperswilskim, siedzibie muzeum.